# Маслиха (Кемеровская область)
Маслиха — деревня в Гурьевском районе Кемеровской области. Входит в состав Урского сельского поселения.

## География
Центральная часть населённого пункта расположена на высоте 350 метров над уровнем моря.

## Население
По данным Всероссийской переписи населения 2010 года, в деревне Маслиха проживает 122 человека (58 мужчин, 64 женщины).